# Casa editrice Rocco Carabba
Casa editrice Rocco Carabba è una casa editrice italiana con sede a Lanciano, attiva dal 1878 al 1950 e dal 1996 in poi.
Fondata da Rocco Carabba, divenne una delle case editrici più importanti d'Abruzzo, collaborando nella pubblicazione con autori e poeti quali Gabriele D'Annunzio (di cui pubblicò la prima raccolta poetica nel 1879), Cesare De Titta e Luigi Pirandello nel 1908. La sede storica era presso Villa Sciarra all'ingresso del viale Cappuccini, compreso lo storico stabile della stamperia, in via Ferro di Cavallo.

Rocco Carabba

La nuova sede moderna è in località zona industriale Gaeta.

## Storia
La casa fu fondata da Rocco Carabba nel 1878. Lo stabile era all'ingresso del viale Cappuccini dal corso Roma (Porta santa Chiara), e tale rimase sino agli anni '60 del Novecento.
Nei primi anni di vita pubblicò numerosi testi scolastici, volumi di filosofia, di letteratura latina e contemporanea e di numismatica di autori nazionali e internazionali.
Pochi anni dopo l'apertura della tipografia, il 14 novembre del 1880 stampò la seconda edizione di Primo vere, opera prima di Gabriele D'Annunzio, che nel 1878 era già uscita a cura del tipografo teatino Giustino Ricci a Chieti. Poiché D'Annunzio era ancora uno studente del Cicognini di Prato, il contratto fu stipulato con Francesco Paolo d'Annunzio Rapagnetta, suo padre e D'Annunzio mantenne in seguito legami di amicizia con Rocco Carabba.
Alla fine degli anni '80 dell'Ottocento la casa editrice collaborò con il demologo abruzzese Gennaro Finamore per la pubblicazione di studi sulle tradizioni popolari abruzzesi, nel 1889 Finamore pubblicò anche la prima edizione del "Vocabolario del dialetto abruzzese", specializzato sulla parlata di Gessopalena.

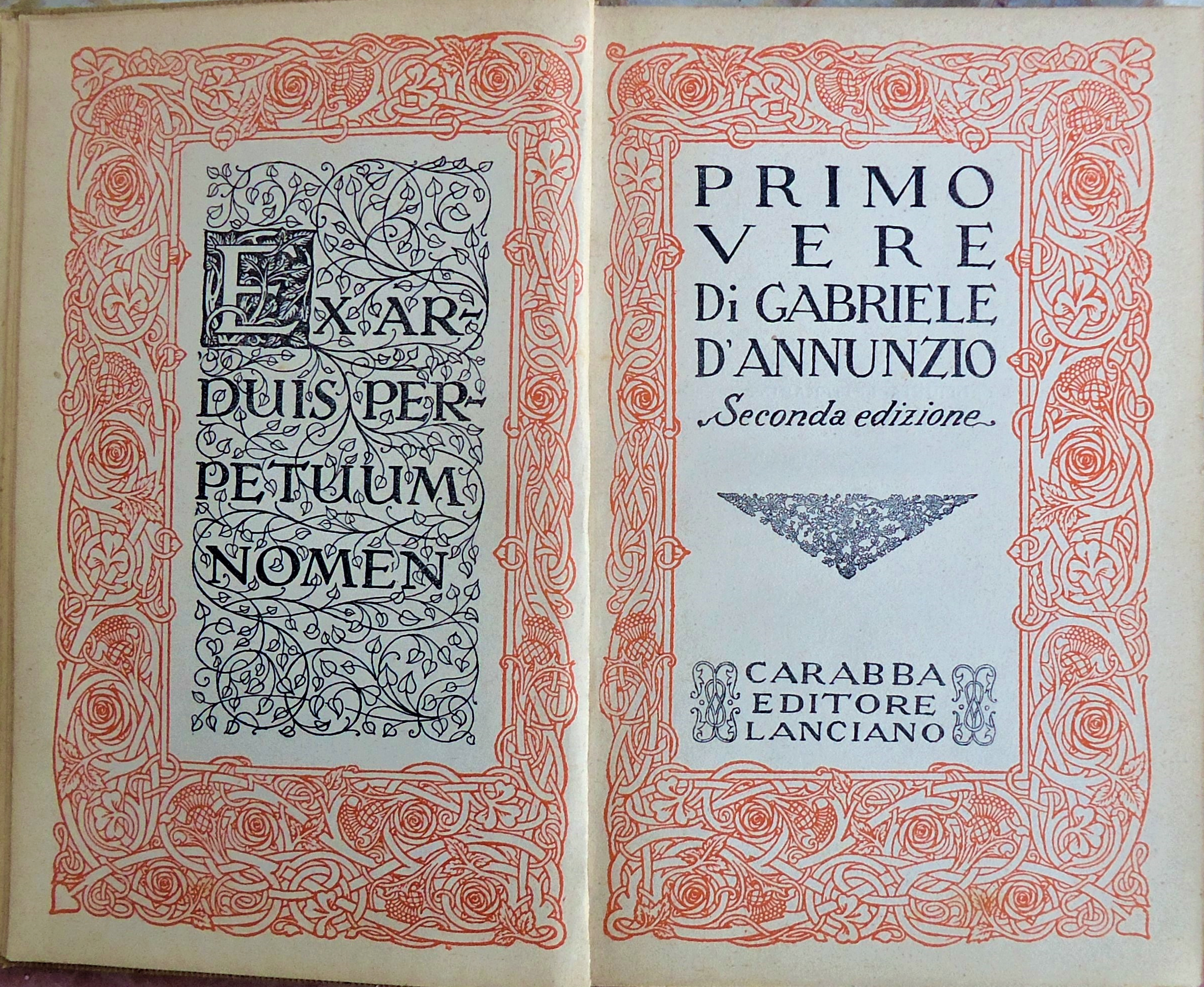
Una copertina coi caratteri liberty tipici della casa editrice, qui il "Primo vere" (1880), raccolta poetica di Gabriele D'Annunzio

La notorietà della casa editrice fu raggiunta a partire dal 1909 con la collana Cultura dell'anima, ideata da Giovanni Papini e impreziosita dalla copertina disegnata da Ardengo Soffici. A Papini fu poi affidata anche la cura della collana Scrittori nostri.
Per l'editore lancianese lavorarono anche Salvatore Di Giacomo, ideatore della collana I Santi nell'arte e nella vita, Giovanni Rabizzani, con la collana L'Italia negli scrittori italiani e stranieri, antichi e moderni, Giuseppe Antonio Borgese con i Classici antichi e moderni, Eva Kuhn, moglie di Giovanni Amendola e ideatrice delle collane per l'infanzia i Classici per il fanciullo e Libri per fanciulli.
Tra i libri editi dalla Carabba figurarono opere di Niccolò Machiavelli, Giacomo Leopardi, Rabindranath Tagore (prima casa editrice italiana a pubblicare l'autore indiano), Seneca, Ugo Foscolo, Leon Battista Alberti e Aristotele. La casa editrice si occupò anche di letteratura per ragazzi, raccogliendo diversi titoli di autori di lingua inglese e francese. 
Nella vita della casa editrice Carabba entrarono a vario titolo i nomi di maggior rilievo della cultura italiana dell'epoca da Luigi Pirandello a Matilde Serao, da Massimo Bontempelli a Giuseppe Prezzolini e ad altri giovani intellettuali come Ettore Allodoli, Goffredo Bellonci, Emilio Cecchi, Scipio Slataper, Giovanni Vailati.
Nel giugno 1907 il presidente di commissione del liceo classico lancianese fu Luigi Pirandello, che intrattenne un rapporto editoriale con la Carabba. L'editore stipula un contratto per la pubblicazione di 12 novelle, ma Pirandello inviò solo 4, e così iniziò un rapporto burrascoso che finì in tribunale, con la causa persa dal Pirandello. Nel 1904 uscì per la Carabba il saggio "L'umorismo" di Pirandello. Negli stessi anni il poeta e latinista locale, il canonico Cesare De Titta, pubblicava le sue raccolte in versi abruzzesi "Terra d'Ore - Canti abruzzesi  - Acqua, foco e vento".
Dopo la morte di Rocco Carabba (gennaio 1924) la gestione dell'editrice Carabba passò al figlio Giuseppe. 
L'attività continuò a fiorire nei primi anni della nuova gestione: nel 1930 l'azienda fu ampliata e i macchinari rimodernati.
Nel 1931 la Carabba pubblicò la raccolta Ossi di seppia di Eugenio Montale.
La crisi sopravvenuta probabilmente a causa di investimenti sbagliati e la seconda guerra mondiale acuì le difficoltà della casa editrice, che cessò l'attività per fallimento il 2 maggio 1950. Nel 1972, dopo aver recuperato la proprietà letteraria e dei diritti da chi l'aveva rilevata dal fallimento, due intellettuali di Lanciano, Emiliano Giancristofaro e Domenico Barbati, ricominciarono le attività editoriale, provvedendo a ristampare opere prestigiose della collana "Cultura dell'anima"  e pubblicando opere nuove, di autori come Raffaele Colapietra, Giuseppe Prezzolini, Pasquale Salvucci e Giacinto Spagnoletti. L'attività venne incoraggiata da intellettuali come Giovanni Amendola, Giovanni Spadolini, Giuseppe Prezzolini, Maria Teresa Gentile, ed ebbe i complimenti del Presidente della Repubblica Sandro Pertini, che volle incontrare una delegazione dell'allora rinata Casa Editrice Rocco Carabba.
Nel 1996 la Carabba è stata rifondata diventando una società a responsabilità limitata. La nuova sede è in uno stabile moderno della zona industriale Gaeta. Con la casa editrice collaborano diverse università italiane, che hanno dato vita negli ultimi decenni a collane prestigiose di Italianistica, di Filosofia, di Economia, dirette da nomi prestigiosi. Soprattutto nel campo degli studi dannunziani la Carabba, spesso sotto il patrocinio del Vittoriale degli Italiani,  ha prodotto titoli di livello internazionale. Tra le collane più accreditate, oltre alla storica "Cultura dell'anima" riedita integralmente,  si ricordano "La Biblioteca del particolare", "I Classici Carabba", "La Piccola Biblioteca Carabba", "Civiltà letteraria d'Europa", "I Pregiati. Documenti, testimonianze, Immagini".